# Johanna Geissmar
 (juillet 2021).
Pour les articles homonymes, voir Geismar.
Johanna Geissmar, née le 7 décembre 1877 à Mannheim et assassinée le 14 août 1942 à Auschwitz, est une pédiatre juive allemande qui a exercé au camp de Gurs d'octobre 1940 à août 1942.

## Biographie

### Famille
Johanna Geissmar est la benjamine des six enfants de Josef Geissmar (16 octobre 1828 à Sinsheim - 3 octobre 1905 à Mannheim) et de son épouse Klara Geissmar, née Regensburger (20 avril 1844 à Eppingen - 16 juillet 1911). Le grand-père de Johanna Geissmar est David Geismar, rabbin de Sinsheim.

### Parcours
Johanna Geissmar fait ses études à Mannheim ; à l'époque, les universités sont fermées aux femmes. En 1900, l'université de Heidelberg accueille des étudiantes : Johanna Geissmar complète des études secondaires, puis en 1909 elle commence des études en médecine à Heidelberg. À cette époque, elle vit avec son frère Jakob Geissmar, juge, à Graimbergweg 1. Elle est diplômée en 1915 et exerce comme médecin à l'hôpital de Heidelberg, où elle est confrontée aux graves blessures des soldats de la Première Guerre mondiale. À partir de 1920, elle occupe la fonction de pédiatre à Heidelberg, d'abord à Erwin-Rhode-Straße, puis à Moltkestraße où se trouve son domicile. À partir de 1930, elle reçoit de moins en moins de patients, résultat de la propagande nazie. Le 1er avril 1933, la Gauleitung appelle au boycott des médecins juifs. Fin 1933, Johanna Geissmar voit sa licence retirée et elle doit cesser de travailler.
Après le 28 août 1933, Johanna Geissmar s'installe à Bärental en Forêt-Noire. En 1935, elle s'installe à Saig bei Lenzkirch (en), où elle est rejointe par son frère, également médecin : Friedrich Geissmar. À la suite de la Nuit de Cristal, Johanna Geissmar est agressée physiquement. Tandis que la situation des Juifs se détériore, Friedrich Geissmar se suicide à l'automne 1940. Johanna Geissmar est arrêtée par la Gestapo et emmenée en centre de rétention le 23 octobre 1940, puis elle est déportée dans la partie féminine du camp de Gurs. Avec l'infirmière Pauline Maier, elle soigne de nombreux patients malades et affaiblis par des conditions de détention inhumaines. Elle est déportée par le convoi No. 18, en date du 12 août 1942 du camp de Drancy vers Auschwitz. Elle est transférée à Auschwitz : bien que son nom ne soit pas inscrit sur les listes de transfert, elle rejoint volontairement le convoi pour soigner ses patients. Elle espère aussi retrouver son frère Jakob Geissmar et son épouse, déportés depuis Munich vers Auschwitz. Le 14 août 1942, elle arrive à Auschwitz-Birkenau et elle est assassinée.
Aucun de ses frères et sœurs n'a survécu : trois sont morts avant 1933. Jakob Geissmar est assassiné en 1943 au ghetto de Theresienstadt, son épouse Elisabeth et leur fille Martha sont également victimes de la Shoah. Deux nièces ont survécu : Else Geissmar, seconde fille de Jakob et Elisabeth, a migré aux États-Unis en 1938 avec sa fille Ruth. Berta Geissmar (en), fille de Léopold, s'est enfuie à Londres à temps.

## Hommages

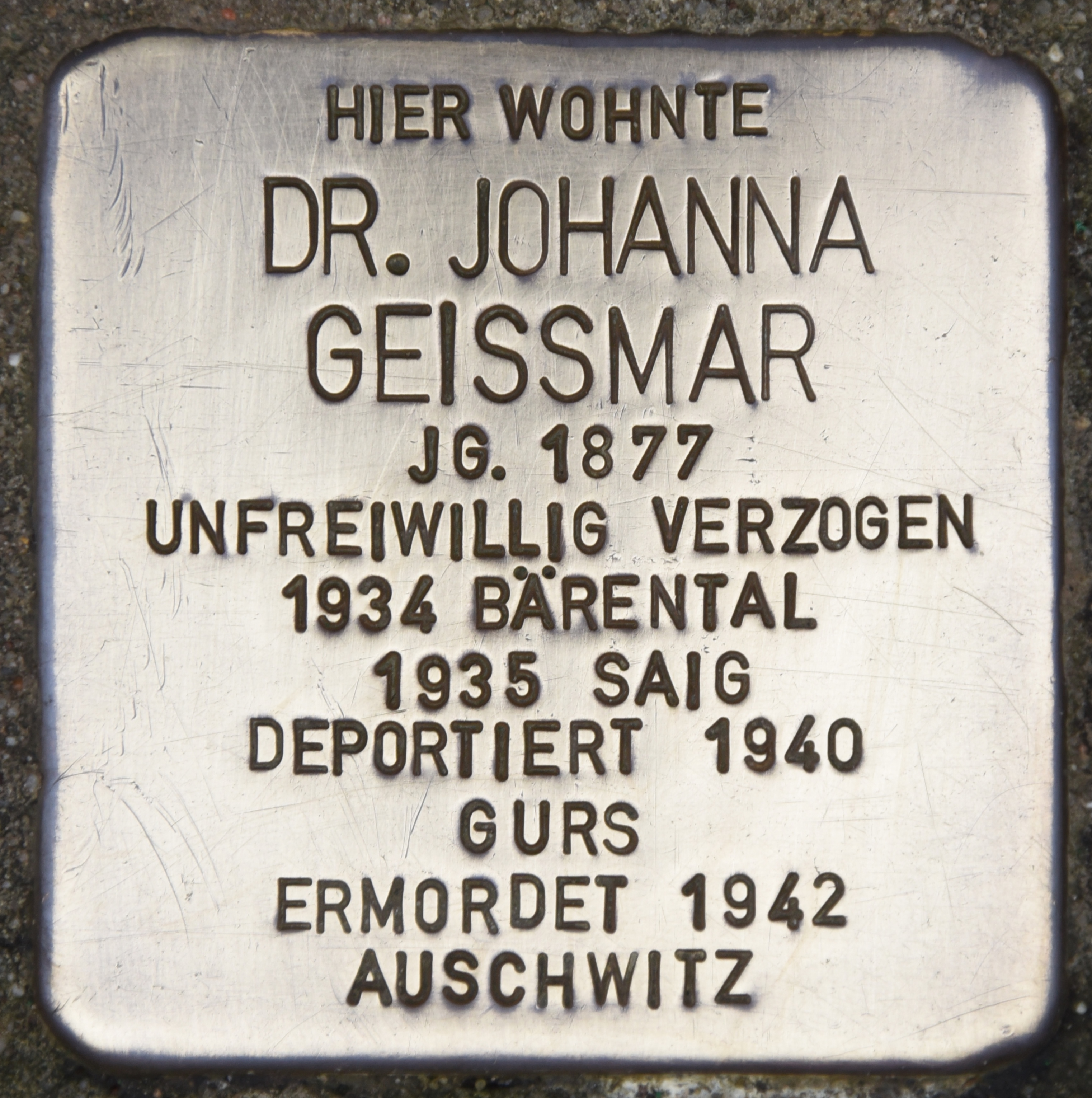
Stolpersteine en mémoire de Johanna Geissmar à Heidelberg

Une plaque commémorative au nom de Johanna Geissmar figure sur l'immeuble Hochfirstweg 25 à Lenzkirch-Saig, où elle a vécu un temps. L'inauguration a eu lieu en 2004. Depuis 2014, un Stolpersteine à son nom est installé devant le Moltkestrasse 6 à Heidelberg.
En janvier 2009, le film Angel in Hell de Dietmar Schulz, diffusé sur la ZDF, se fonde entièrement sur la vie de Johanna Geissmar. En 2013, le conseil administratif du Gymnasium Peter Peterse, à Schönau (Mannheim) (en), adopte le nom de Johanna Geissmar.

### Documentation
- (de) Karl Diefenbacher, Ortssippenbuch Eppingen im Kraichgau, Lahr-Dinglingen, Interessengemeinschaft Badischer Ortssippenbücher, 1984 (Deutsche Ortssippenbücher, Reihe A. Band 109) (Badische Ortssippenbücher. Band 52)
- Horst Ferdinand: Johanna Geissmar. In: Badische Biographien. Neue Folge 4/1996. S. 90−92.
- Richard Zahlten: Meine Schwester starb in Auschwitz. Gedenkbuch für Dr Johanna Geißmar und ihre Familie. Johannis Verlag, Lahr 2000.
- Richard Zahlten: Dr Johanna Geissmar: Von Mannheim nach Heidelberg und über den Schwarzwald durch Gurs nach Auschwitz-Birkenau. 1877-1942. Einer jüdischen Ärztin 60 Jahre danach zum Gedenken. Hartung-Gorre Verlag, Konstanz 2001,  (ISBN 3896496611).